# Twilio
Twilio是一家主營雲通信平台的公司。總部位於美國加利福尼亞州舊金山，並提供撥打和接聽電話、發送和接收短信以及使用其Web服務API執行其他通信功能的可編程通信工具。

## 歷史
Twilio是由Jeff Lawson、Evan Cooke和John Wolthuis於2008年創立，最初總部位於華盛頓州西雅圖和加利福尼亞州舊金山。
2008年11月，Twilio的第一次主要新聞報導是Jeff Lawson為rickroll構建的應用程序的結果，投資人Dave McClure將其用作TechCrunch創始人兼編輯Michael Arrington的惡作劇。幾天后的2008年11月20日，該公司推出了Twilio Voice，這是一個完全託管在雲中的用於撥打和接聽電話的API。Twilio的短信API於2010年2月發布，短信短代碼於2011年7月在公共測試版中發布。
Twilio籌集了大約1.03億美元的風險資本增長資金。Twilio於2009年3月從K9 Ventures和Jeff Fluhr的Mitch Kapor、創始人基金、Dave McClure、David G. Cohen、Chris Sacca和Manu Kumar獲得了第一輪種子資金，金額未公開。Twilio的第一輪A輪融資由Union Square Ventures領投，融資370萬美元，其第二輪B輪由Bessemer Venture Partners領投，融資1200萬美元。Twilio於2011年12月從 Bessemer Venture Partners和Union Square Ventures獲得了1700萬美元的C輪融資。2013年7月，Twilio 從Redpoint Ventures、Draper Fisher Jurvetson (DFJ) 和 Bessemer Venture Partners獲得了另外 7000 萬美元。2015 年 7 月，Twilio 從Fidelity、T Rowe Price、Altimeter Capital Management、Arrowpoint Partners 以及亞馬遜和Salesforce籌集了1.3億美元的E輪融資。
Twilio申請IPO上市（：TWLO），並於2016年6月23日開始交易，首日股價上漲92%。
2020年3月，Twilio宣布任命Steve Pugh為首席安全官，Glenn Weinstein為首席客戶官。